# Spermophilus dauricus
Il citello della Dauria (Spermophilus dauricus Brandt, 1843) è uno sciuride appartenente al genere dei citelli (Spermophilus). Vive nella Russia meridionale, in Mongolia e nel nord della Cina.

## Descrizione
Il citello della Dauria raggiunge una lunghezza testa-corpo di circa 16,5-26,8 centimetri e un peso di circa 150-265 grammi. La coda è lunga 4,0-7,5 centimetri ed è quindi, come in tutti i citelli, significativamente più corta del resto del corpo. Il piede posteriore è lungo 30-39 millimetri, l'orecchio 5-10 millimetri. La specie è relativamente piccola rispetto ad altri citelli e ha una coda molto corta, lunga solo da un quinto a un terzo delle dimensioni del corpo. Il colore del dorso va dal bruno-giallastro al grigio-rossastro senza macchie chiare sul dorso. La coda è di colore giallo chiaro con una distinta banda bruno-nerastra davanti all'estremità, che è chiara. È presente un anello chiaro intorno agli occhi che si estende fino all'orecchio. I piedi anteriori hanno il dorso glabro, mentre quelli posteriori lo hanno peloso. La pelliccia invernale è notevolmente più lunga e morbida di quella estiva.
Il cranio ha una lunghezza totale di 42-50 millimetri. Come tutte le specie del suo genere, ha un unico incisivo a scalpello per emimascella, seguito da uno spazio privo di denti (diastema). Seguono due premolari e tre molari. Al contrario, sulla mascella inferiore vi è un solo premolare per lato. Complessivamente vi sono 22 denti. La cavità timpanica è più larga nel suo asse longitudinale che in quello trasversale. L'osso nasale è molto stretto all'estremità anteriore e l'osso palatino non presenta cavità dietro gli incisivi.

## Distribuzione e habitat
Il citello della Dauria vive nella Russia meridionale, in Mongolia e nella parte settentrionale della Cina. In quest'ultimo paese è presente nelle province di Hebei, Pechino, Tientsin, Henan, Shandong, Jilin, Heilongjiang, Liaoning, Nei Mongol e Shanxi.

## Biologia
Il citello della Dauria è uno scoiattolo di terra dalle abitudini diurne. Vive principalmente nelle steppe aride e nei paesaggi arbustivi ed è considerato una specie tipica dei margini settentrionali del Gobi, nella zona di confine tra Mongolia e Siberia. Si nutre di sostanze vegetali varie e di semi, sfruttando anche i campi coltivati di grano come fonte di cibo. Sono animali sociali e vivono in colonie ravvicinate di semplici tane che di solito hanno uno o due ingressi. Di solito i tunnel sono lunghi al massimo due metri, ma in casi estremi possono raggiungere anche i sei-otto metri di lunghezza. Il nido si trova solitamente ad una profondità di circa mezzo metro, fino a un metro al massimo; i nidi invernali possono essere profondi fino a due metri.
Questi animali vanno in letargo durante l'inverno, per il quale possono abbassare la loro temperatura corporea fino a 4,8 °C. La stagione riproduttiva inizia a maggio, dopo il risveglio; le femmine danno alla luce una cucciolata composta da due a nove piccoli dopo un periodo di gestazione di circa 30 giorni. Questi citelli raggiungono la maturità sessuale intorno ai due anni.

## Tassonomia
Il citello della Dauria viene classificato come specie indipendente all'interno del genere Spermophilus, attualmente costituito da 15 specie a seguito di una revisione tassonomica. La prima descrizione scientifica venne effettuata nel 1843 da Johann Friedrich von Brandt, uno zoologo tedesco che lavorava in Russia, a partire da alcuni individui provenienti dalla regione intorno al lago Torei-Nor nel territorio della Transbajkalia, in Russia. Il citello dell'Alashan (Spermophilus alashanicus) veniva originariamente integrato in questa specie, mentre altri tassonomi consideravano il citello della Dauria una sottospecie del citello comune (S. citellus). Gli studi di biologia molecolare suggeriscono che possa costituire una sister species del citello dell'Asia Minore (S. xanthoprymnus).
Oltre alla forma nominale, di solito non ne vengono riconosciute sottospecie. Tuttavia, Smith e Yan Xie (2009) distinguono due sottospecie nella parte cinese dell'areale della specie, S. d. mongolicus e S. d. ramosus, oltre alla sottospecie nominale S. d. dauricus diffusa in Russia.

## Conservazione
Il citello della Dauria viene classificato dall'Unione internazionale per la conservazione della natura (IUCN) come «specie a rischio minimo» (Least Concern). Tale status trae giustificazione dall'areale relativamente ampio e dalla frequente presenza della specie, sebbene l'entità concreta della popolazione sia sconosciuta. Non esistono potenziali minacce che ne mettano a repantaglio la sopravvivenza.